# Аполянка
Аполянка (укр. Аполянка) — село в Уманском районе Черкасской области Украины.
Население по переписи 2001 года составляло 578 человек. Почтовый индекс — 20336. Телефонный код — 4744.

## Местный совет
20336, Черкасская обл., Уманский р-н, с. Аполянка, ул. Набережная, 6